# Грамоны
Грамон (фр. de Gramont) — две старинные французские дворянские фамилии.
Одна из них (Grammont) происходила из Верхней Бургундии.
- Граф Мишель де Грамон, генерал французской службы, возведен в 1718 г. в маркизы.
- Маркиз Александр де Грамон (1765—1841), шурин Лафайета, был ранен в 1792 г. при защите Тюильри; враг императорского правительства, он один из первых высказался за Бурбонов; с 1815 до 1839 г. был депутатом; известен решительной защитой конституционных идей.
- Его сын, маркиз Фердинанд де Грамон (1805—1889) занял в 1837 г. место в палате депутатов и принадлежал к левому центру. В 1848 г. избранный в национальное собрание Грамон перешел к правой. Как член законодательного корпуса, большею частью держался правительственной партии. В национальном собрании принадлежал к правому центру; его столкновение с Греви как с президентом собрания (1873) вызвало отставку последнего.

Другая фамилия Грамон (Gramont) получила своё имя от замка Грамон (исп. Agramunt) в Наварре, в департаменте Нижних Пиренеев.
- Габриэль Грамон, кардинал и дипломат (умер 1534), вел переговоры с папой Климентом VII относительно обручения его племянницы, Екатерины Медичи, с наследником французского престола.
- Антуан II Де Грамон, Суверен Бидаша, граф де Грамон, де Гиш и де Лувиньи, виконт д’Асте. Наследовал отцу в возрасте 11 лет и до достижения совершеннолетия находился под опекой матери, состоявшей в любовной связи с королем Генрихом Наваррским. Поговаривали, что Антуан мог быть плодом этой связи и однажды Генрих предложил отставленной фаворитке усыновить, признать и легитимировать ее сына, каковое предложение юноша, якобы, гордо отклонил со словами: «Я благодарю короля, желающего мне блага и удовольствия, но никогда на это не пойду, ибо я добрый сеньор и малый суверен, и для меня это важнее, чем быть бастардом даже такого великого короля». Генриху эта дерзость пришлась не по вкусу, но расположения к Антуану он не оставил и в послании к Прекрасной Коризанде в 1597 году писал, что любит своего внебрачного сына: («Mon naturel est de l’aimer»). В 1610 году, Антуан по возвращении с охоты застал свою супругу в объятиях любовника. Последнего он убил в порыве гнева, а жену заточил в комнате с гнилым полом, откуда она провалилась в глубокий колодец и разбилась насмерть. Все попытки привлечь Грамона к суду наталкивались на стену в виде его заявлений о том, что как суверен иного государства он неподсуден французскому правосудию (по современным меркам это смерть по неосторожности).
- Антуан III, герцог Грамон (сначала граф де Гиш) (1604—1678) — французский полководец. Известность приобрел во фландрском и голландском походах. Людовик XIII дал ему маршальский жезл (1641) и возвел в герцогское достоинство. Его «Mémoires du maréchal de G.» (1716), изданные его сыном, очень интересны как в военном, так и в дипломатическом отношении.
- Его брат Филибер, граф Грамон (1621—1707), храбро сражался под начальством Конде и Тюренна, но за свои любовные похождения выслан Людовиком XIV из Франции. Он удалился в Англию, где женился на леди Гамильтон, фрейлине королевы. Пикантные записки о жизни Грамона, изд. его шурином, Антуаном Гамильтоном, — «Mémoires du chevalier de G.» — много раз издавались.
- Арман Грамон, граф де Гиш (1637—1673), младший сын Антуана III, сопровождал Людовика XIV в голландском походе 1672 г.; в 1673 г. был разбит Монтекукколи; оставил «Mémoires concernant les Provinces Unies» (1714).
- Катерина Шарлотта (1639—1678) — старшая дочь Антуана III, княгиня Монако в браке с князем Луи I. Любовница короля Франции Людовика XIV в 1666 году.
- Антуан V (фр. Antoine V de Gramont) (1672—1725), герцог Грамон, французский маршал (1724), внук Антуана III, с отличием сражался в войне за испанское наследство.
- Его потомок Антуан IX Аженор (1789—1855), герцог Грамон, французский генерал, находился с ранней молодости в близких отношениях с Бурбонами, особенно с герцогом Ангулемским, которого сопровождал в испанском походе (1823). Он был одним из самых блестящих представителей французской аристократии при дворе Бурбонов и считался образцом изящества и вкуса.
- Его сын Антуан X Аженор Альфред (1819—1880) — французский министр.